# Rete tranviaria di Portland

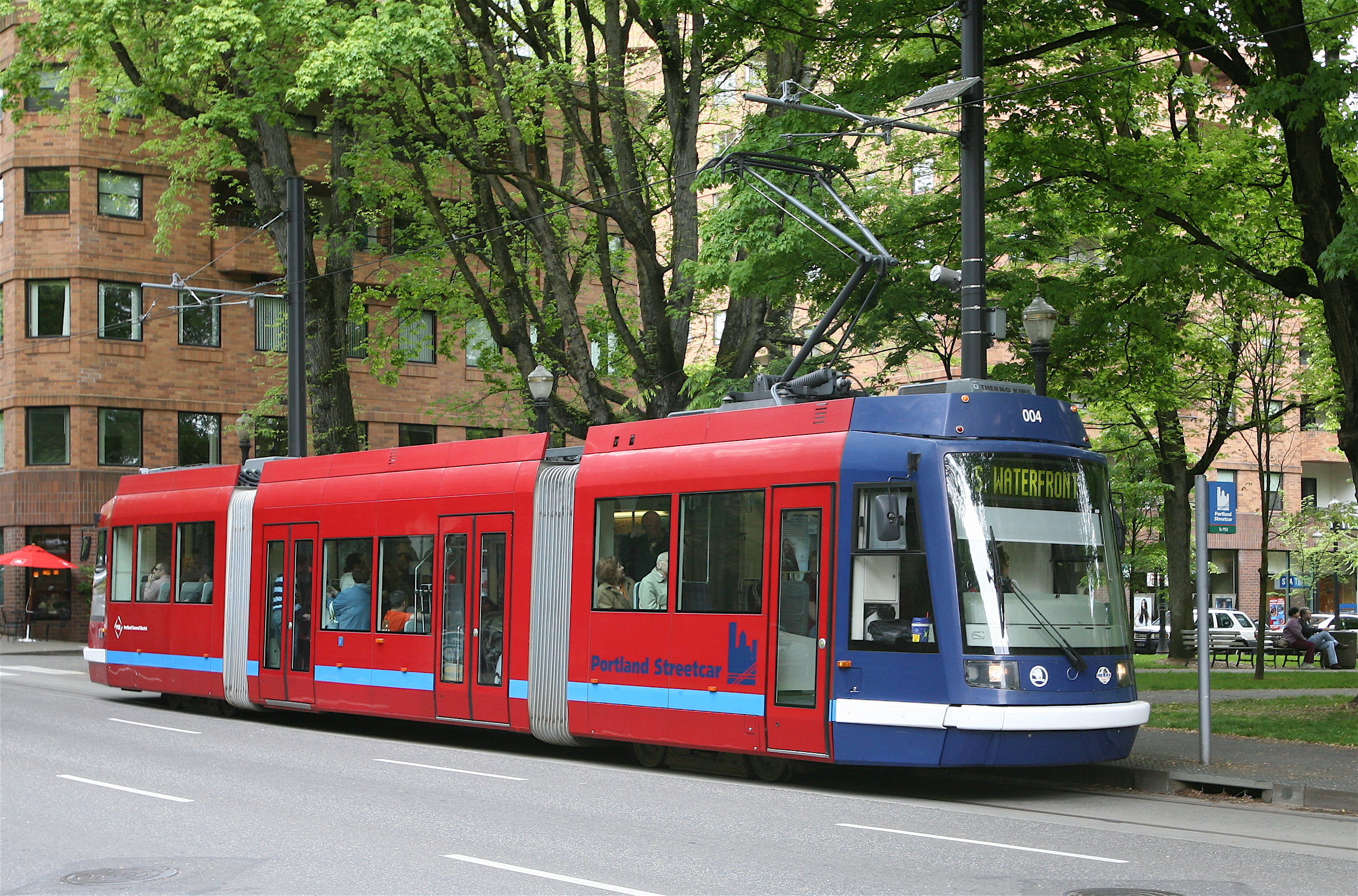

La rete tranviaria di Portland è la rete tranviaria che serve la città statunitense di Portland, composta da due linee.